# حنش قصير
حنش قصير (الاسم العلمي: Coluber brevis) (بالإنجليزية: Short Racer)‏ هو نوع من الزواحف يتبع جنس الحنش من فصيلة الأحناش.